# Cheiridium perreti
Cheiridium perreti är en spindeldjursart som beskrevs av Volker Mahnert 1982. Cheiridium perreti ingår i släktet Cheiridium och familjen dvärgklokrypare. Inga underarter finns listade i Catalogue of Life.